# Гормонотерапія транссексуальності
Гормонотерапія транссексуальності або трансгендерна гормональна терапія (також іноді крос-сексуальна гормональна терапія) — форма замісної гормональної терапії (ЗГТ), при якій статеві гормони та інші гормональні препарати призначаються трансгендерам та гендернонеконформними індивідуумами з метою більшого узгодження їх вторинних статевих ознак з їх  гендерною ідентичністю. Ця форма ЗГТ призначається як один з двох типів, виходячи з того, що є метою лікування – фемінізація чи маскулінізація:
- Фемінізуюча гормональна терапія – для трансгендерних жінок; складається з естрогенів і антиандрогенів
- Маскулінізуюча гормональна терапія – для трансгендерних чоловіків; складається з андрогенів

Деякі інтерсексуальні люди також можуть пройти ЗГТ, або починаючи з дитинства, щоб підтвердити стать при народженні, або пізніше, щоб привести їх стать до їх гендерної ідентичності. Небінарні або гендерквір люди можуть також приймати ЗГТ задля того, щоб досягти бажаного балансу статевих гормонів 

## Вимоги
Формальні вимоги до замісної терапії гормонами значно розрізняються.
Стандарти догляду за здоров'ям транссексуалів, трансгендерів та гендернонеконформних людей (англ. Standards of Care for the Health of Transsexual, Transgender, and Gender Nonconforming People, SOC) вимагають психологічного консультування та того, щоб пацієнт прожив певний час у бажаній гендерній ролі, щоб переконатись, що ці люди зможуть функціонувати психологічно в тій гендерної ролі Цей період іноді називають досвідом реального життя (англ. real-life experience, RLE). Незважаючи на те, що цей стандарт широко застосовувався у 20-му столітті, все більша кількість лікарів відмовляються дотримуватися Стандартів догляду, наполягаючи на тому, що вони є надто обмеженими, і що перешкоджання доступу пацієнтів до гормональної терапії робить більше шкоди, ніж користі.
Деякі медичні ЛГБТ організації (зокрема, Центр Здоров'я Говарда Брауна в Чикаго) стають на захист моделі інформованої згоди, коли пацієнт повинен тільки довести, що розуміє ризик  і дає згоду на процедуру для доступу до гормональної терапії.
Деякі особи вирішують самостійно призначати собі лікарські засоби ("зроби сам"), оскільки не мають доступу до адекватної медичної допомоги (або наявні лікарі не мають необхідного досвіду, або пацієнт не може собі це дозволити, оскільки пов'язані з переходом процедури є надзвичайно дорогими та рідко охоплюються медичним страхуванням). Проте самолікування гормонами є потенційно небезпечним. Особи, які шукають лікарів, які обізнані та готові добре ставитися до пацієнтів із трансгендером, можуть забажати проконсультуватися з групами підтримки транссексуалів чи низкою ЛГБТ-приязних лікарів.
Всесвітня професійна асоціація здоров'я трансгендерів (англ. World Professional Association for Transgender Health, WPATH) рекомендує особам задовольнити два види критеріїв – прийнятність і готовність – здійснити будь-яку стадію трансгендерного переходу, включаючи замісну гормональну терапію.

### Безпека
Гормональна терапія для трансгендерних осіб, як доведено у медичній літературі, є безпечною, якщо її контролюють кваліфіковані медичні працівники. 

### Прийнятність
Прийнятність визначається за допомогою основного діагностичного інструменту, такого як МКБ-10 або Діагностичний і статистичний посібник з психічних розладів (англ. Diagnostic and Statistical Manual of Mental Disorders, DSM).

#### МКБ-10
Система МКБ-10 вимагає, щоб пацієнти мали діагноз трансексуалізму (F64.0) або Порушення статевої ідентифікації в дитячому віці (F64.2). Критерії транссексуалізму включають:
- Транссексуальна ідентичність протягом більше двох років
- Сильне і стійке бажання жити як учасник протилежної статі, як правило, супроводжується прагненням зробити своє тіло максимально подібним до  бажаної статі через хірургічне втручання і гормональні процедури

Людям не можна діагностувати транссексуалізм, якщо їх симптоми вважаються результатом іншого  психічного розладу, генетичної або хромосомної аномалії.
До критеріїв діагностики захворювання гендерної ідентичності у дитини за МКБ-10 належать дитячий вік, а також інтенсивний і постійний стрес щодо належності до протилежної статі. Тривога повинна бути присутня щонайменше шість місяців. Дитина повинна або:
- Захоплюватись стереотипною діяльністю протилежної статі, що проявляється трансвестизмом, імітацією одягу протилежної статі, або інтенсивним бажанням приєднатися до ігор та розваг протилежної статі і відкинути стереотипні ігри і розваги своєї статі, або
- Мати стійке заперечення, пов'язане з їхньою анатомією. Це може бути продемонстровано через переконання, що вони виростуть до протилежної статі, що їхні геніталії огидні або зникнуть, або що краще не мати їхні геніталії.

#### DSM
У  Діагностичному і статистичному посібнику з психічних розладів IV-R перераховані чотири основні критерії для діагностики розладів гендерної ідентичності, а також діагносту рекомендується вивчити сексуальність пацієнта.
1. Сильна та постійна крос-гендерна ідентичність: підлітки та дорослі мають проявляти стійке бажання стати іншою статтю (часто перехід вважається як інша стать), бажання жити або бути визнаними як представники іншої статі або вірять у те, що вони мають типові почуття та реакції іншої статі. У дітей крос-гендерна ідентичність може бути діагностована за наступними критеріями:
  - Наявне наполягання або бажання бути іншою статтю.
  - Діти, які шукають переходу від чоловічої статі до жіночої, мають віддавати перевагу перехресному перевдяганню або симулювати жіноче вбрання, а ті, хто шукає перехід від жінки до чоловіка, повинні постійно носити стереотипний чоловічий одяг.
  - Постійні фантазії про те, що вони є іншою статтю, або про сильну і постійну перевагу протилежних статевих ролей у вигаданій грі.
  - Інтенсивне бажання брати участь у стереотипних іграх іншої статі.
2. Постійний дискомфорт з їхньою статтю або відчуття невідповідності в гендерній ролі цієї статі. У дітей це може призвести до відрази до статевого члена чи яєчок або віри в те, що вони зникнуть. У дорослих та підлітків це може виявлятись бажанням усунення  первинних або  вторинних статевих ознак через хірургічне втручання чи замісну гормональну терапію
3. Порушення не повинно бути одночасним з фізичним станом інтерсексуальності.
4. Порушення має спричиняти клінічно значущі страждання або порушення в соціальних, професійних та інших важливих сферах функціонування.

DSM-V замінив «розлад гендерної ідентичності» терміном «гендерна дисфорія», щоб уникнути наслідків того, що гендерна неконформність сама по собі є психічним розладом, але зберегти можливість, таким чином, людям пошуки лікування. DSM-V, на відміну від DSM-IV та МКБ-10, розрізняє гендерну дисфорію від  сексуальних парафілій та діагностує її на основі сильної переконаності, що людина має почуття, характерні для іншої статі, або сильне бажання належати до іншої статі або позбутися від своїх статевих особливостей.

### Готовність
Друга вимога для проведення гормональної замісної терапії – це готовність. Це означає, що пацієнт імовірно приймає гормони відповідально; досяг успіхів у вирішенні інших виявлених проблем, що призводять до поліпшення або стабільного психічного здоров'я; і консолідував гендерну ідентичність через психотерапію або життєвий досвід у бажаній гендерній ролі.
Деякі організації, але менше, ніж раніше, вимагають, спираючись на такі джерела, як Стандарти догляду за здоров'ям транссексуалів, трансгендерів та гендернонеконформних людей, щоб пацієнти проводили певний проміжок часу, живучи у бажаній гендерній ролі до початку замісної гормональної терапії. Цей період іноді називають досвідом реального життя (англ. Real-life experience, RLE). У 2009 році Ендокринологічне товариство зазначало, що особам треба або мати задокументовані три місяці RLE , або пройти психотерапію на певний час, зазначений їхнім психіатром, зазвичай мінімум три місяці. 
Трансгендерні та гендернонеконформні активісти, такі як Кейт Борнштайн, стверджували, що RLE є психологічно шкідливим і являє собою форму "ворожих", фактично забороняючи особам перетворюватись на стільки, скільки можливо, якщо не назавжди.

## Доступність
Деякі транссексуали вирішують самостійно приймати препарати, що заміщують гормони, часто тому, що лікарі мають занадто мало досвіду у цій галузі або тому, що немає лікаря. Інші самі призначають собі ліки тому, що їх лікар не виписує гормони без письмової довідки від психотерапевта, який стверджує, що пацієнт відповідає діагностичним критеріям і приймає обґрунтоване рішення про перехід. Багато терапевтів вимагають принаймні трьох місяців безперервної психотерапії та/або досвіду реального життя, перш ніж вони напишуть таку довідку. Оскільки багато людей повинні платити за оцінку та догляд зі своєї кишені, витрати можуть бути надмірними.
Доступ до медичних препаратів може бути недостатнім навіть там, де медична допомога надається безкоштовно. У дослідженні пацієнтів, проведеного Національною службою охорони здоров'я Великої Британії у 2008 році, 5% респондентів визнали, що вони вживають ліки самостійно, а 46% – незадоволені тим, скільки часу пройшло від моменту, як вони вимагали гормональної терапії. У доповіді говориться: " Національна служба охорони здоров'я Великої Британії повинна надати послугу, доступ до якої легко отримати, щоб уразливі пацієнти не відчули потребу вимушено звернутися до таких засобів захисту, як покупка ліків в Інтернеті з усіма ризиками, що випливають з цього приводу. Пацієнти повинні мати доступ до професійних допомоги та поради, щоб вони могли приймати обґрунтовані рішення щодо їх догляду, незалежно від того, чи бажають вони прийняти Національний чи приватні шляхи, не штовхаючи своє здоров'я та життя в небезпеку".
Самопризначення препаратів, що заміщують гормони, можуть мати небажані наслідки для здоров'я та ризики.